# Mordechai Bernstein

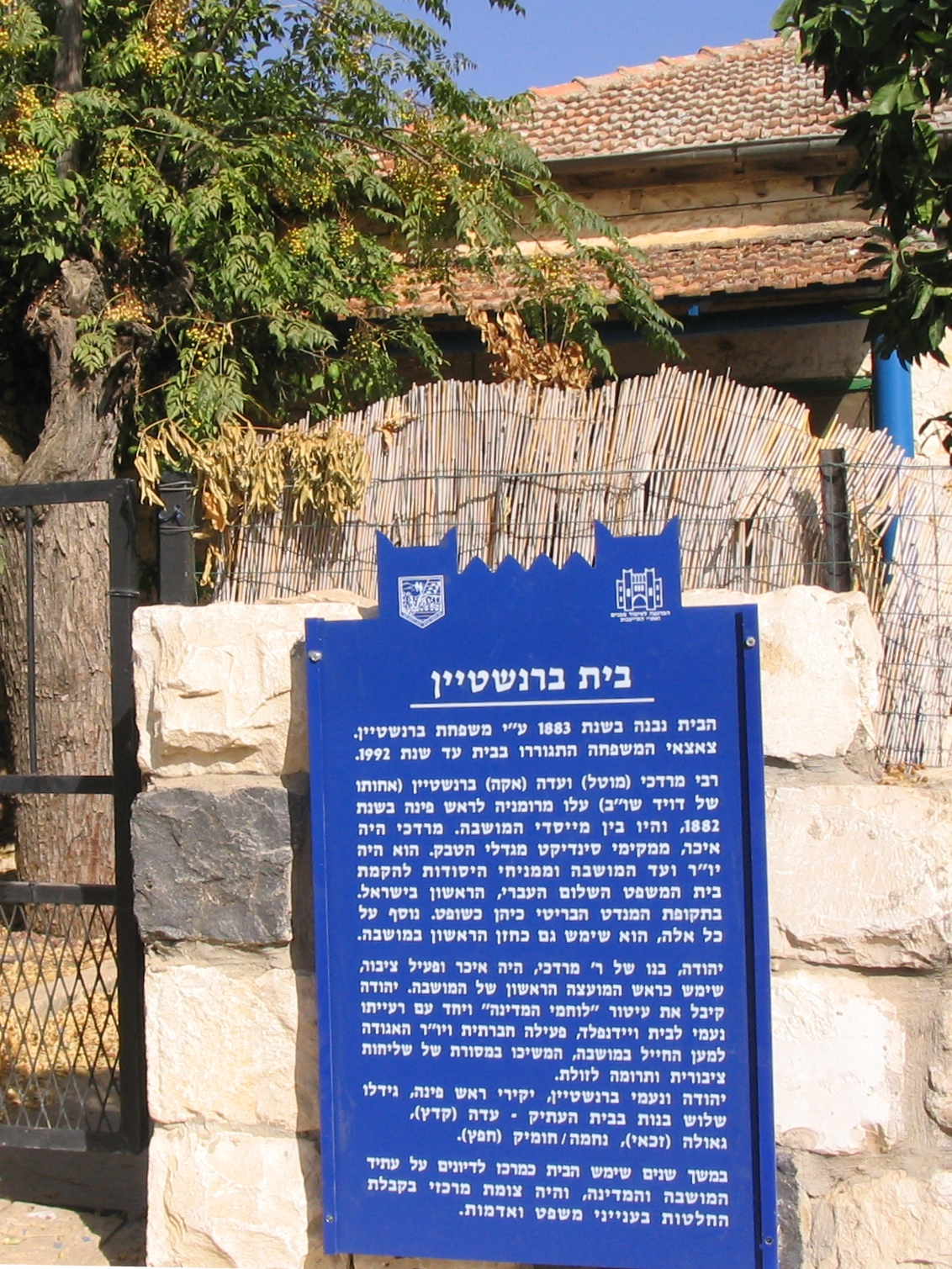
Gardul casei lui Mordechai Bernstein la Rosh Pina, Israel. Pe gardul casei e descrisă istoria lui și a familiei lui.

Mordechai Bernstein (n. 25 august 1862, Moinești, România - d. 10 iunie 1934, Roș Pina, Israel) a fost un evreu român care s-a numărat printre conducătorii primului grup de evrei sioniști care a ieșit din Europa în anul 1882 și s-a așezat în Palestina. 
Mordechai Bernstein a fost unchiul lui Elvin Bernstein

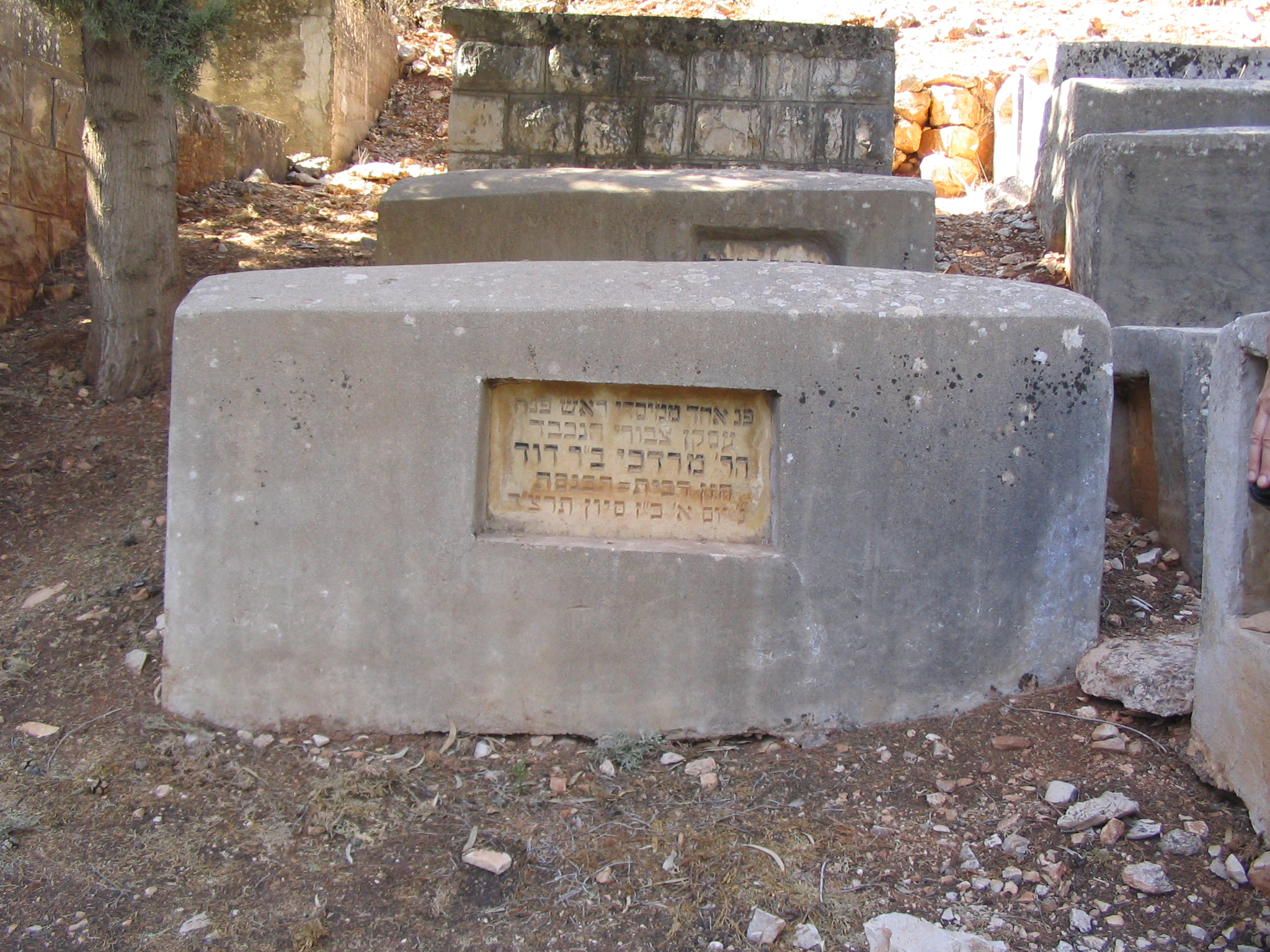
mormântul lui Mordechai Bernstein la cimitirul din Roş Pina
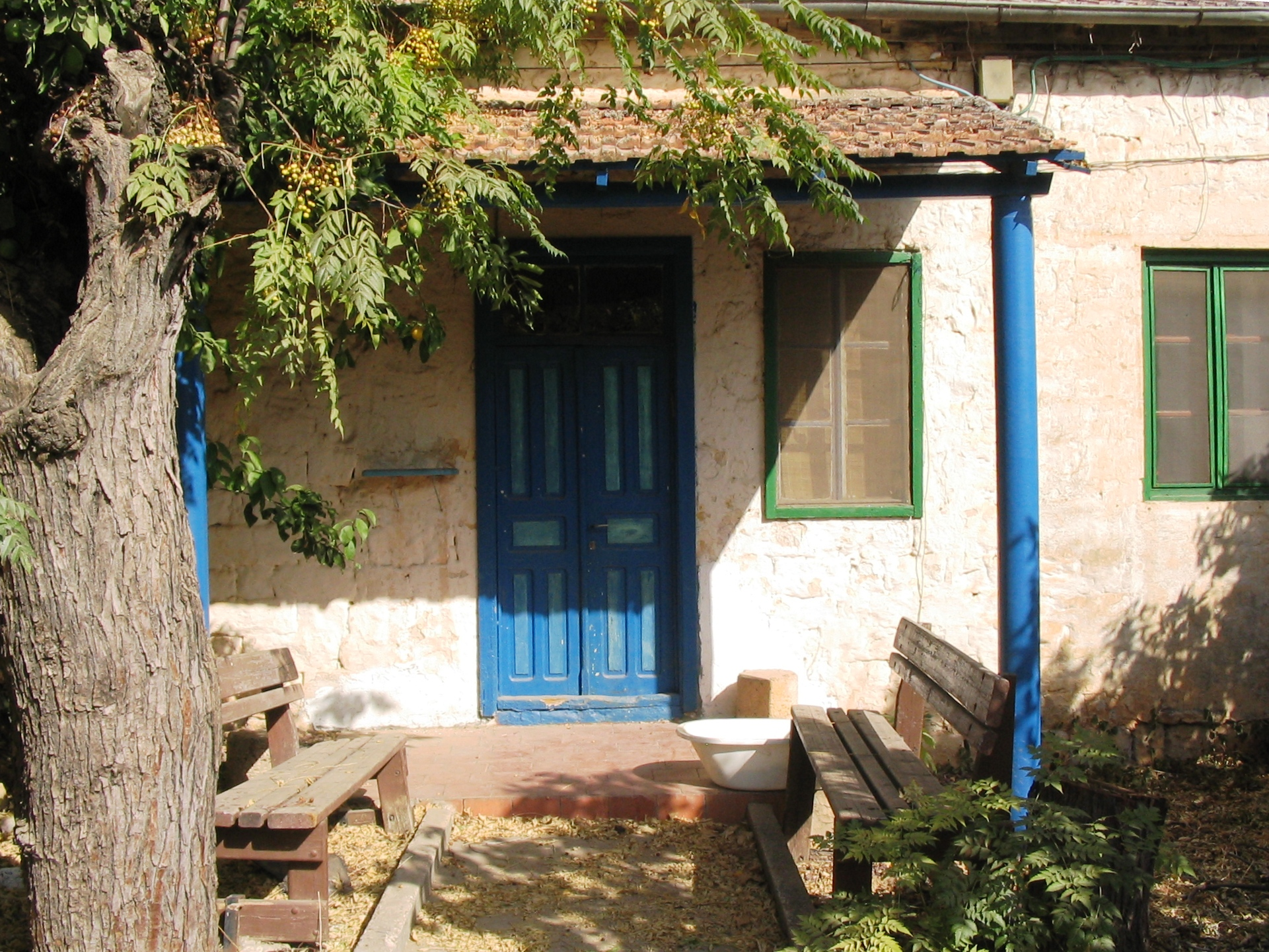
Casa lui Mordechai Bernstein la Roş Pina